# 寧波港
寧波港，有1千多年歷史，是浙江歷史古港口，又是中國發展迅速現代化港口。此商港貨物吞吐量在2000年是11千萬噸。2014年12月超过釜山港成为世界第五大貨柜港口。
寧波港是水深、流順、小風浪，不凍、少淤泥的良港，是礦石、原油中轉港及液化產品的接卸港，也是集裝箱跨境運輸的主要中國港口。
寧波港位於太平洋西海岸、中國大陸海岸線的中部，內外輻射通過公路、鐵路、長江、京杭大運河，直達華東及長三角；向外與世界560多個境外港口有貿易運輸往來。
2006年1月1日，宁波港与舟山港正式合并为宁波舟山港。2010年9月28日，宁波港股份有限公司在上海证券交易所上市。

## 外部參考
- 浙江寧波港 （页面存档备份，存于）
- 寧波港 — 中國大陸億噸級海港 （页面存档备份，存于）